# Le creature
Le creature (Les créatures) è un film del 1966 diretto da Agnès Varda.

## Trama
Uno scrittore in crisi si rifugia con la moglie, che ha perso la parola in seguito a un incidente d'auto dove ha perso il figlio che attendeva, in un'isola del mare del nord.
Sta scrivendo un romanzo, e i suoi personaggi si materializzano intorno a lui. A un certo punto si accorge di aver perso il controllo della trama, un misterioso individuo che vive in un faro sembra invece avere il controllo sui personaggi. 
L'uomo misterioso li controlla tramite una scacchiera, i vari personaggi infatti si riflettono nei pezzi del gioco degli scacchi. Con una piccola indagine, lo scrittore scopre questo lato occulto della realtà. E si reca al faro per sfidare lo scacchista.
Alla fine vincerà la partita, più per la sua umanità, contro la disumanità del demiurgo scacchista.